# 伊賀越奈良道

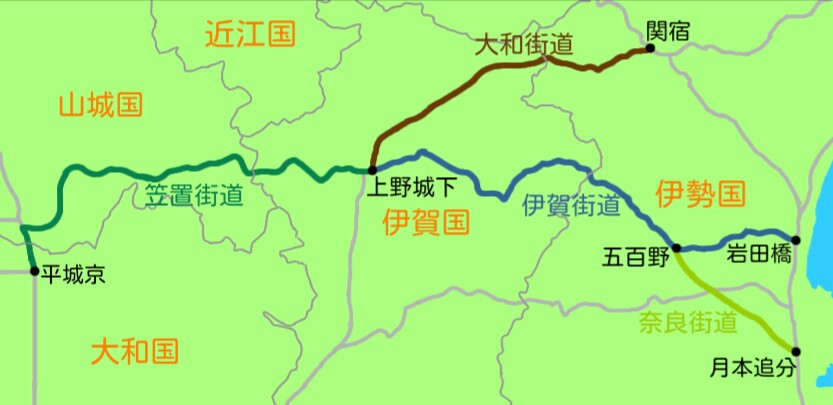
経路

伊賀越奈良道（いがごえならみち）は、伊勢国から伊賀国上野へ至る街道である大和街道・伊賀街道・奈良街道と、伊賀国上野から山城国を経て大和国奈良へ至る街道である笠置街道の総称。奈良街道や伊勢参宮街道に含まれる。

## 大和街道

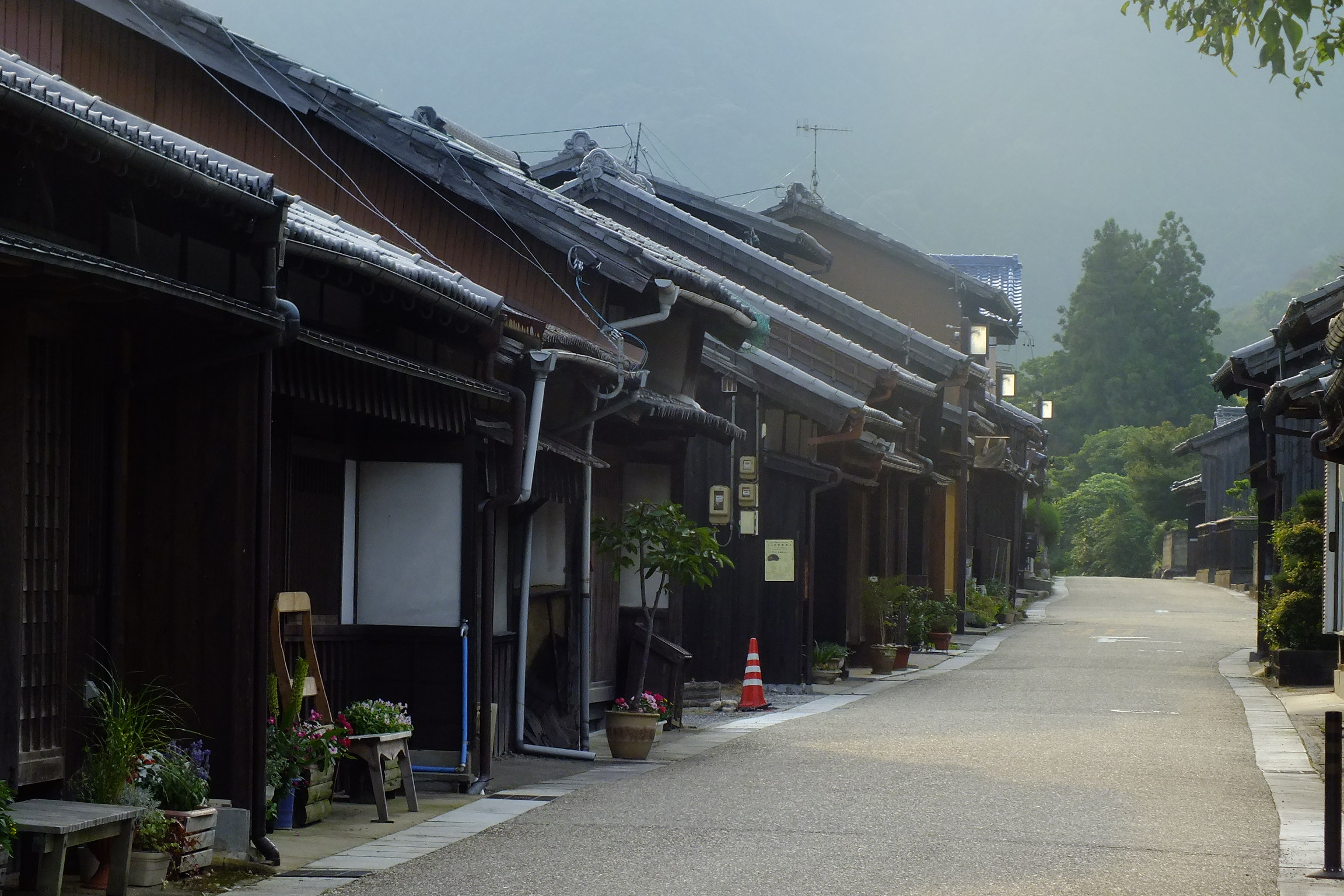
関宿

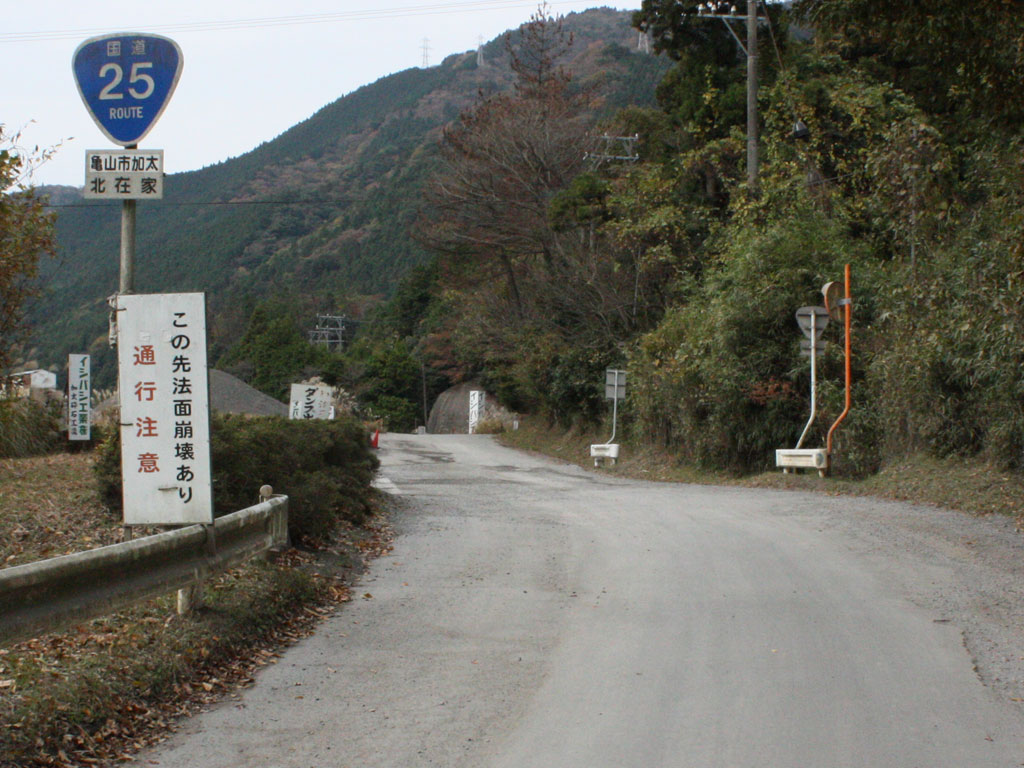
加太越

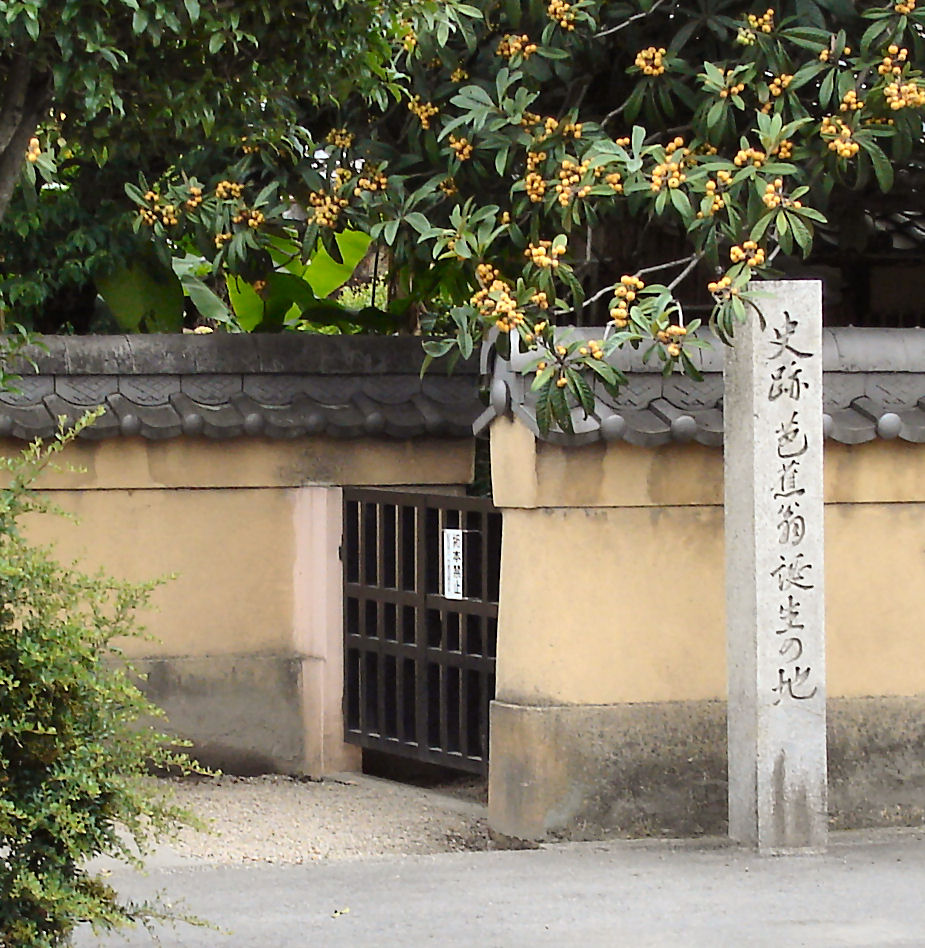
芭蕉翁生家

大和街道（やまとかいどう）は、関町から柘植を経て伊賀上野へ至る街道である。笠置街道を含めることも多い。奈良時代には東海道の一部となっていた。現在の国道25号の一部に相当する。

### 沿線
- 関宿 - 東海道（国道1号）・伊勢別街道（三重県道10号）
- 加太越
- 柘植
- 上野城下 - 伊賀街道・笠置街道・名張街道

## 伊賀街道

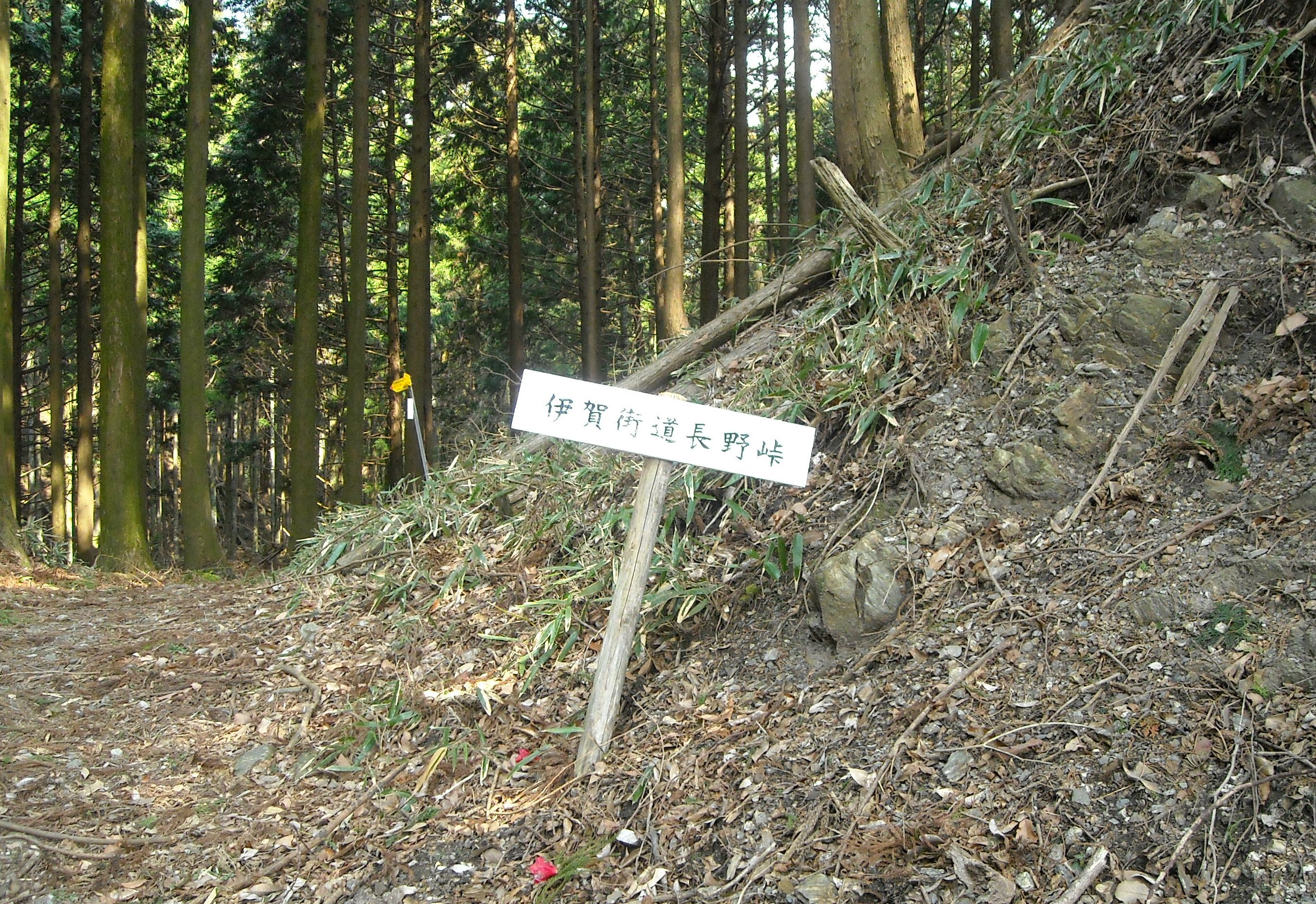
長野峠

伊賀街道（いがかいどう）は、安濃津から美里を経て伊賀上野へ至る街道である。現在の国道163号の一部に相当する。

### 沿線
- 岩田橋 - 伊勢街道（国道23号）
- 五百野 - 奈良街道
- 長野峠
- 上野城下 - 大和街道・笠置街道

## 奈良街道

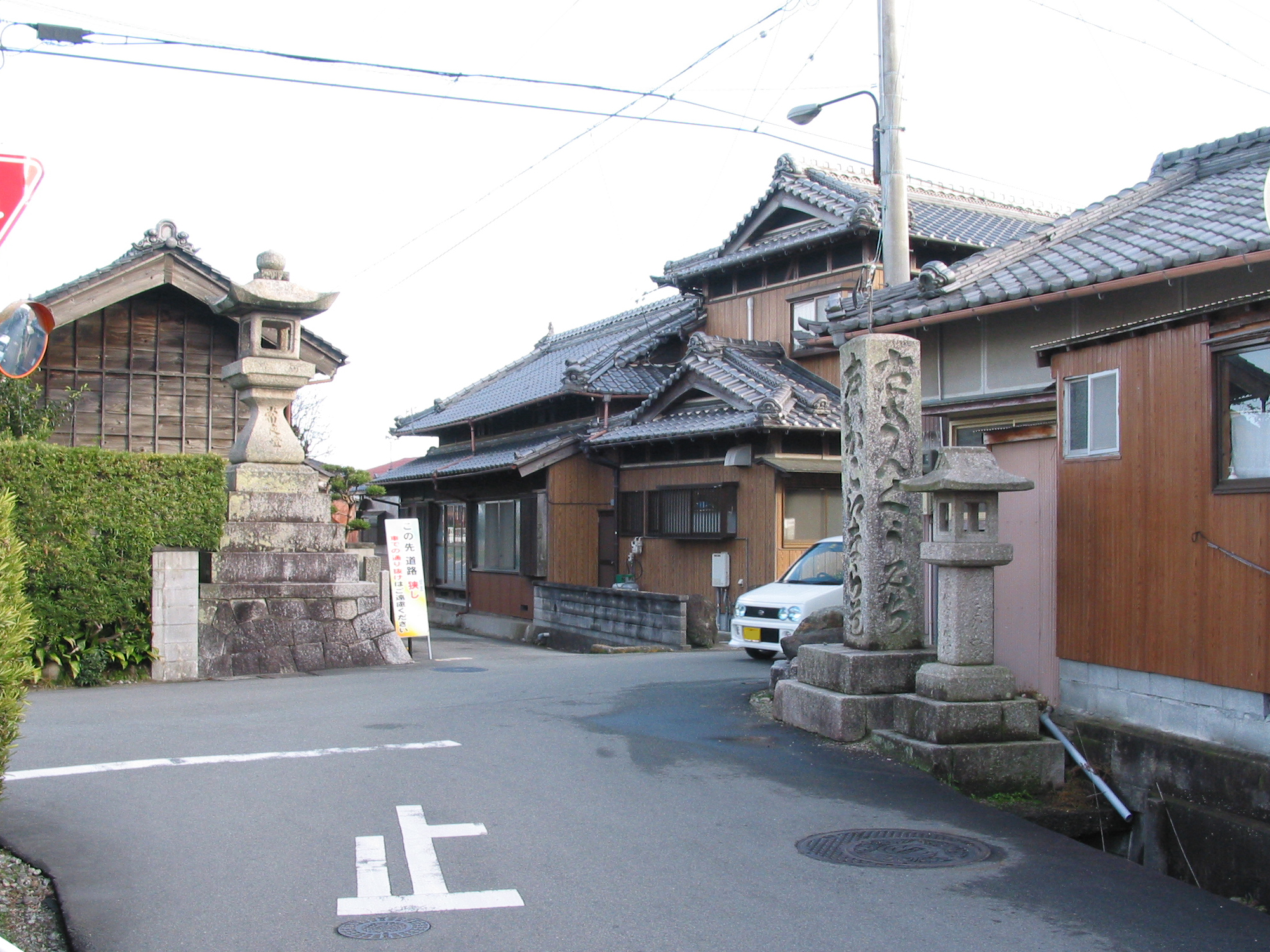
月本追分

奈良街道（ならかいどう）は、三雲から久居を経て美里へ至る街道である。現在の三重県道697号・三重県道659号に相当する。

### 沿線
- 月本追分 - 旧伊勢街道
- 久居
- 五百野 - 伊賀街道（国道163号）

## 笠置街道

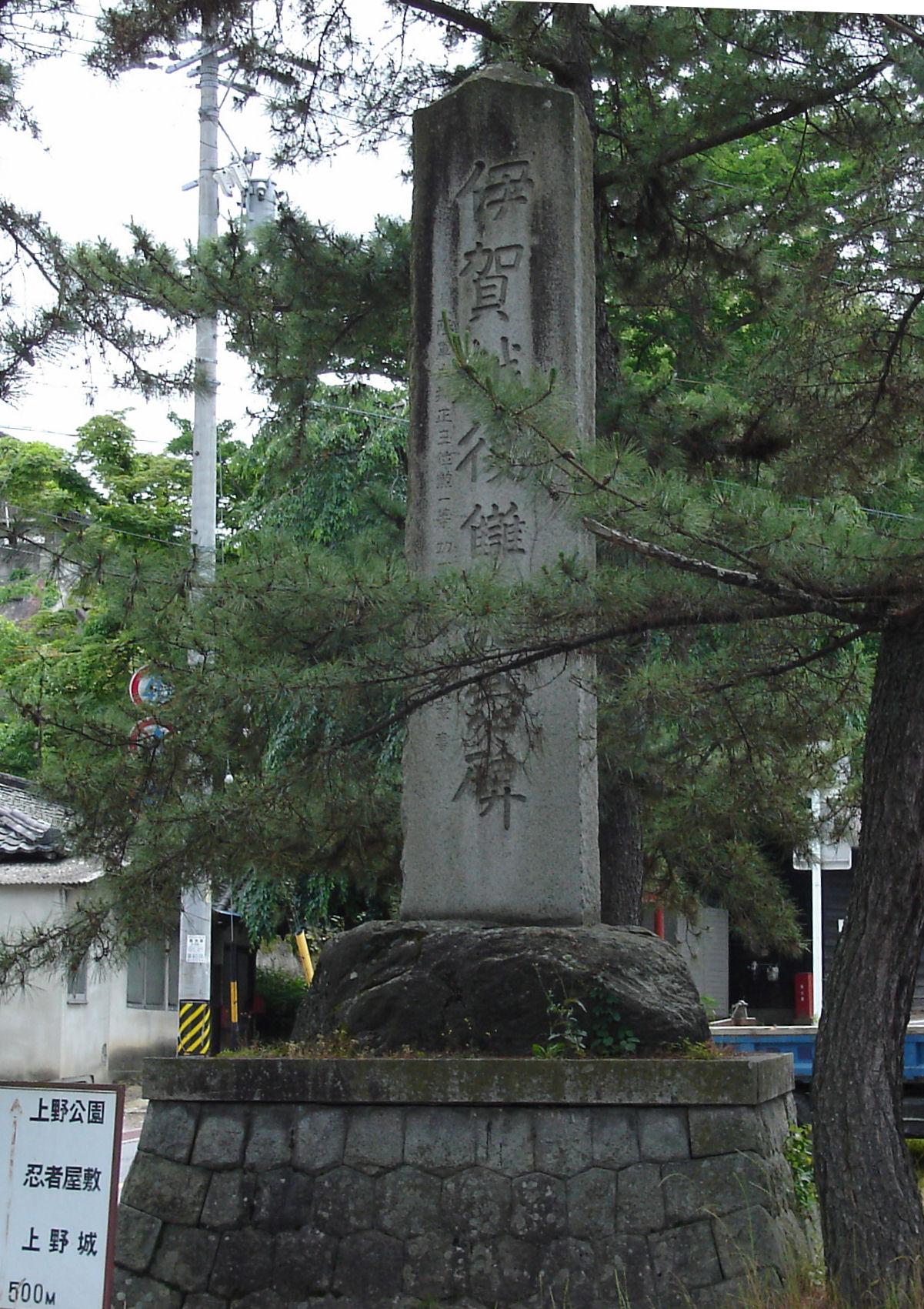
鍵屋辻史跡公園

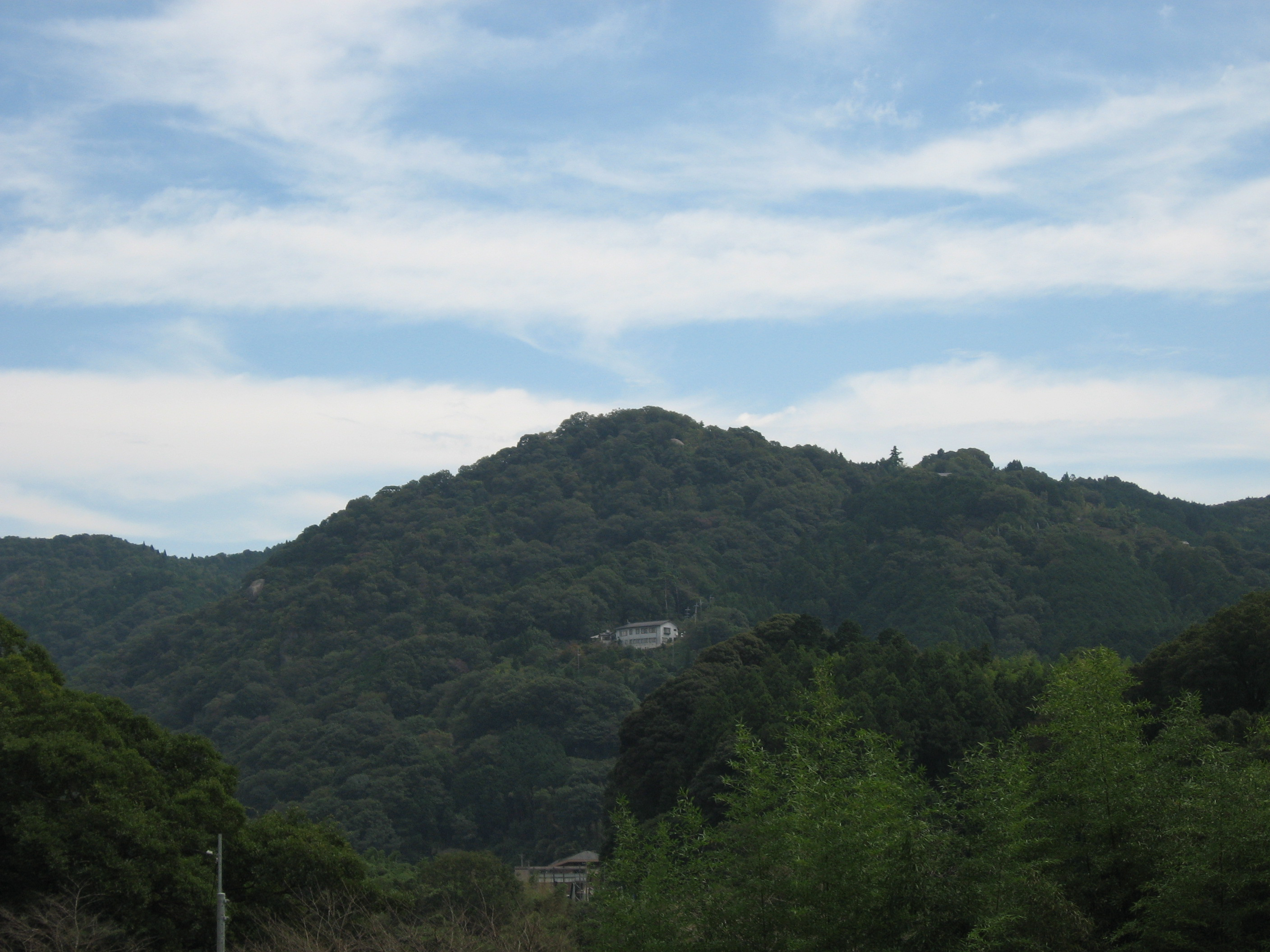
笠置山

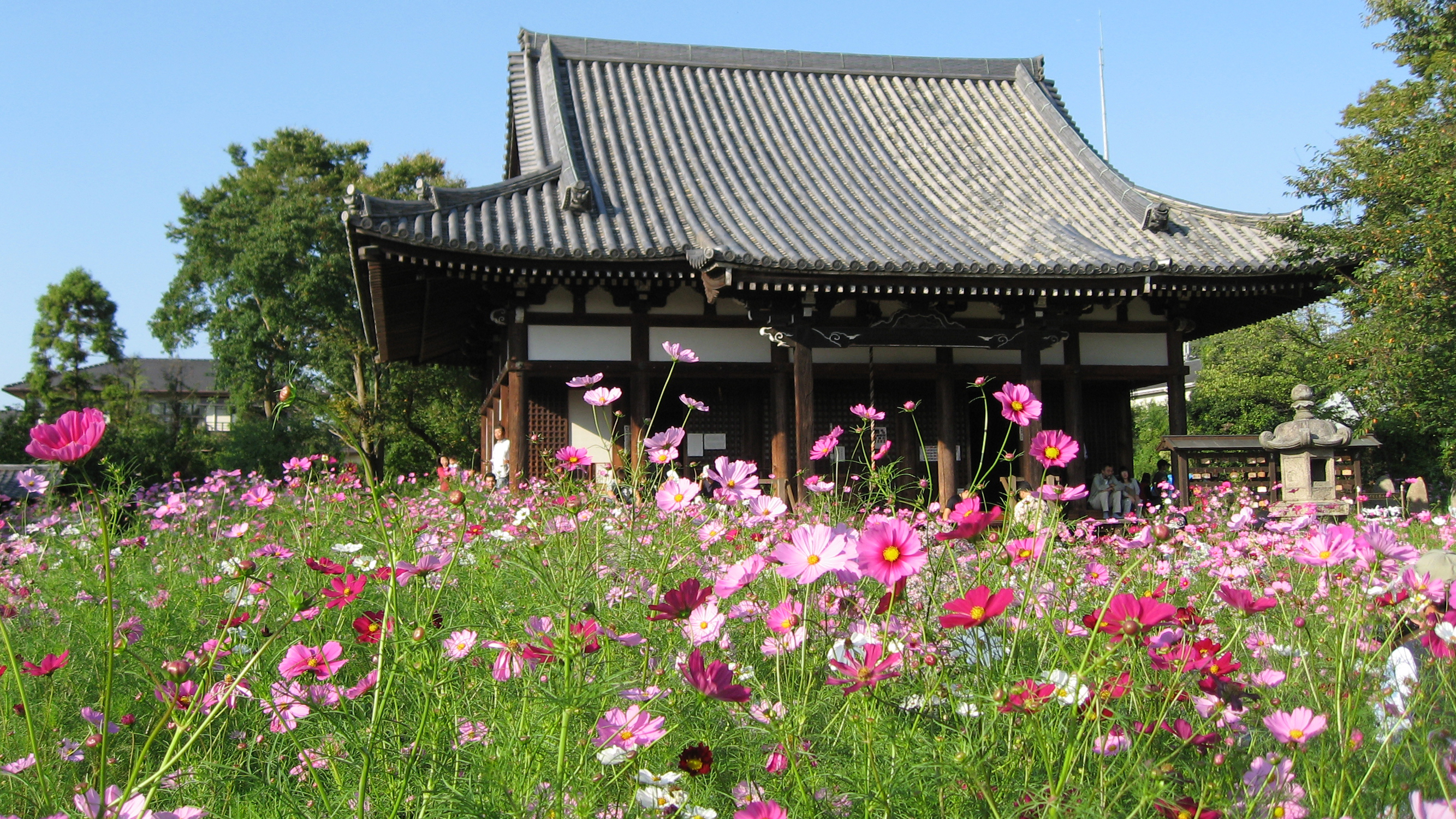
般若寺

笠置街道（かさぎかいどう）は、伊賀上野から笠置を経て奈良へ至る街道である。大和街道に含めることも多い。奈良時代には東海道の一部となっていた。現在の国道163号の一部・京都府道/奈良県道44号の一部・奈良県道754号に相当する。

### 沿線
- 上野城下 - 大和街道・伊賀街道
- 鍵屋辻
- 笠置山
- 恭仁京 - 木津街道（国道163号）
- 奈良坂 - 京街道（奈良県道754号）
- 平城京外京 - 上ツ道（国道169号）